# 帕米拉帝國
帕米拉帝國（拉丁語：Imperium Palmyrenum；260年—273年）是羅馬帝國處於三世紀危機時分裂出去的割據政權。帝國以通商都市帕米拉為首都，支配敘利亞-巴勒斯坦行省、埃及行省與大部分的小亞細亞行省。
在罗马帝国三世纪危机时期，帕米拉王子奥登纳图斯（Septimius Odaenathus）被暗杀后，他的妻子芝诺比娅（Zenobia）掌权，并宣布独立于罗马帝国。
芝诺比娅扩大了帕米拉的领土，控制了从黑海到尼罗河的大片地区，但不久就在公元273年被罗马皇帝奥勒良（Aurelian）击败并俘虏。